# Gheorghe Cosma
Gheorghe Cosma, romunski general, * 1892, † 1969.